# Генрі Клей (веслувальник)
Генрі Клей  (англ. Henry Clay, 20 березня 1955) — британський веслувальник, олімпійський медаліст.

## Виступи на Олімпіадах
| Олімпіада     | Дисципліна                      | Місце |
| ------------- | ------------------------------- | ----- |
| Монреаль 1976 | двійка розстібна без стернового | 12    |
| Москва 1980   | вісімка розстібна зі стерновим  | 2     |

## Зовнішні посилання
- Досьє на sport.references.com [Архівовано 18 лютого 2009 у Wayback Machine.]

1. ↑  Henry Clay